# Ford Modell A (1928–1931)
Das Ford Modell A war der Nachfolger des 18 Jahre lang verkauften Modell T.

## Modell A
Die US-amerikanische Ford Motor Company hat den Personenkraftwagen entwickelt und hergestellt. Es wurde aber auch in Europa, Südamerika und in Lizenz in der Sowjetunion produziert. Das Automobil wurde ab dem 20. Oktober 1927 als Modell 1928 gebaut und ab dem 2. Dezember verkauft. Das Modell A war in vier Standardfarben, aber nicht in Schwarz lieferbar. Hingegen waren aus fertigungstechnischen Gründen die Kotflügel stets schwarz lackiert.
Die Preise reichten von 385 US-Dollar für einen Roadster bis zu 570 $ für den luxuriösen Viertürer „Town Car“. Der Motor war ein Vierzylinder-Reihenmotor mit stehenden Ventilen, einem Hubraum von 3,3 Litern, einem einfachen Steigstromvergaser von Zenith und ca. 30 kW (40 PS). Der typische Kraftstoffverbrauch lag zwischen 12 und 19 l auf 100 Kilometer. Die Höchstgeschwindigkeit des Modell A betrug etwa 104 km/h. Es hatte einen Radstand von 103,5 Zoll (2,6 m) und eine Hinterachsübersetzung von 3,77:1. Das Getriebe war ein 3-Gang-Schieberadgetriebe mit Rückwärtsgang. Das Modell A hatte mechanisch betätigte Trommelbremsen an allen Rädern. Wie der T hatte der A starre Deichselachsen (vorn geschoben) an Querblattfedern. Der Ford A war der erste Ford mit Bedienung nach üblichem Standard: er hatte Gas-, Brems- und Kupplungspedal und einen Gangschalthebel.
Das Modell A gab es in vielen Versionen: als Fahrgestell (für Aufbauten von anderen Herstellern), Coupé (Standard und Deluxe), Geschäfts-Coupé, Sport-Coupé, Roadster-Coupé (Standard- und Deluxe), zwei- und viersitziges Cabriolet, Convertible Sedan, Phaeton (Standard und Deluxe), Tudor (Zweitürer, Standard und Deluxe), Fordor (Viertürer, zwei oder drei Fenster, Standard und Deluxe), Town Car, Victoria, Station-Lastwagen, Taxi, Lkw und Commercial.
Die Baujahre 1928/1929 sowie 1930/1931 sehen leicht unterschiedlich aus, sind technisch aber zum größten Teil gleich. So sind die Wagen der Baujahre 1928/1929 mit 21-Zoll-Felgen ausgerüstet, die der Baujahre 1930/1931 mit 19-Zoll-Felgen.
Die Produktion wurde am 31. August 1931 beendet, mit 4.320.446 gebauten Fahrzeugen in allen Versionen. Das Modell A wurde durch ein aktualisiertes Modell ersetzt, das von Ford Modell B genannt wurde. Auf Basis des Model B gab es auch den leistungsstärkeren Ford V8, der auch das Model A ablöste.
Das russische Gorkowski Awtomobilny Sawod baute ab 1932 in einer Kooperation zwischen Ford und der Sowjetunion eine lizenzierte Version des Fahrzeugs, den GAZ-A. Von 1930 bis 1933 hatte das Gossudarstwenny Awtosprotschny Sawod imeni KIM (russisch Государственный автосборочный завод имени КИМ, deutsch Staatliches Automontagewerk names KIM), das spätere Moskwitsch-Werk, bereits Bausätze von Ford in Moskau montiert.

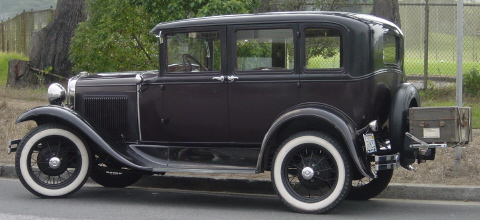
Ford Modell A
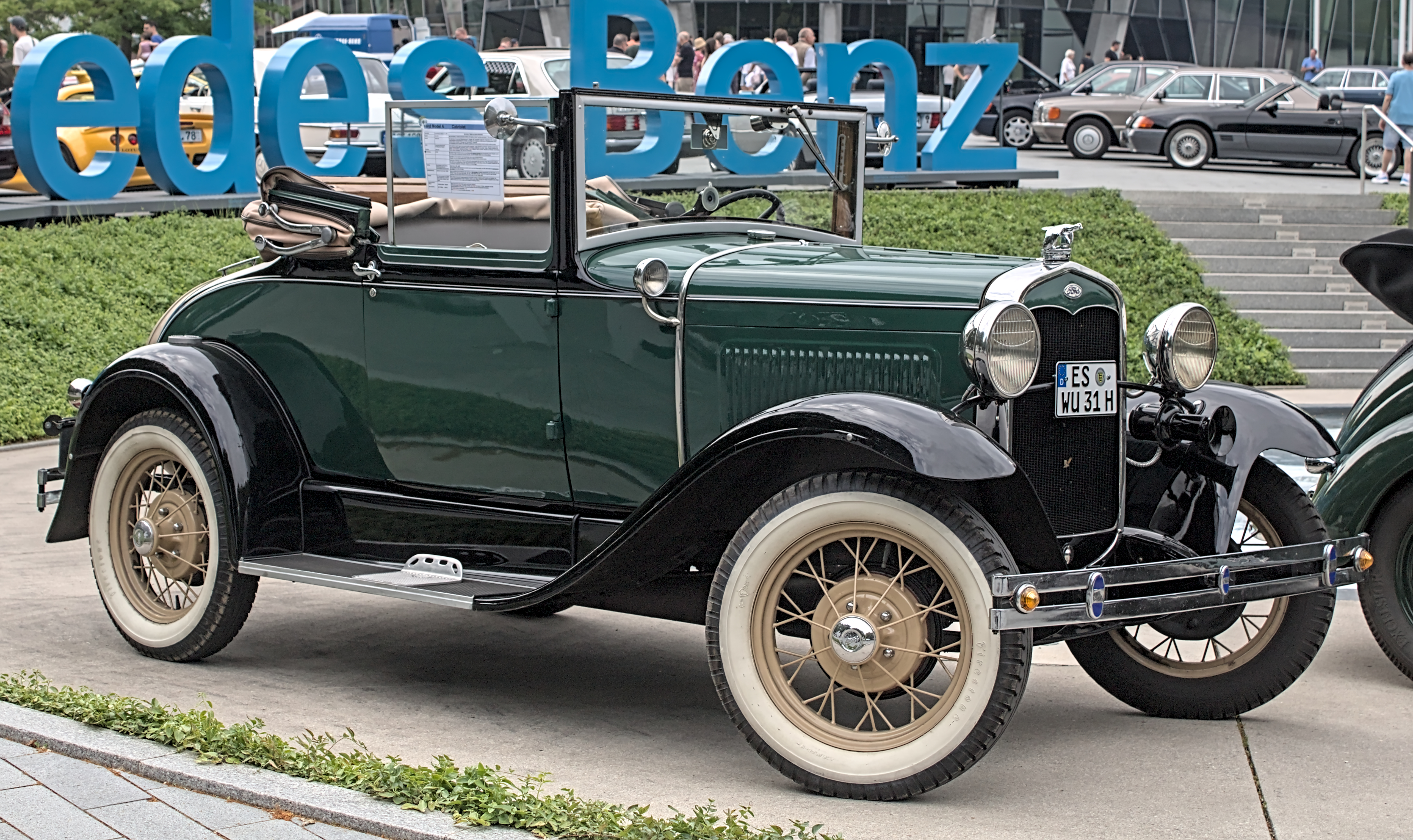
Ford Modell A (1931)
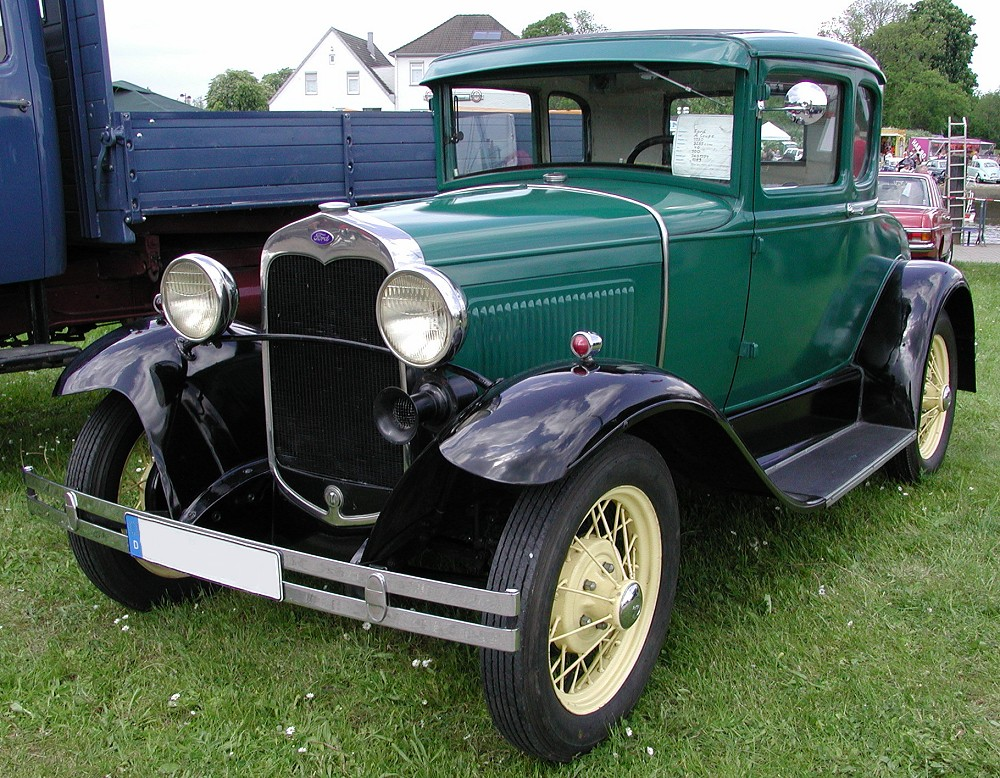
Ford Modell A Coupé (1930)
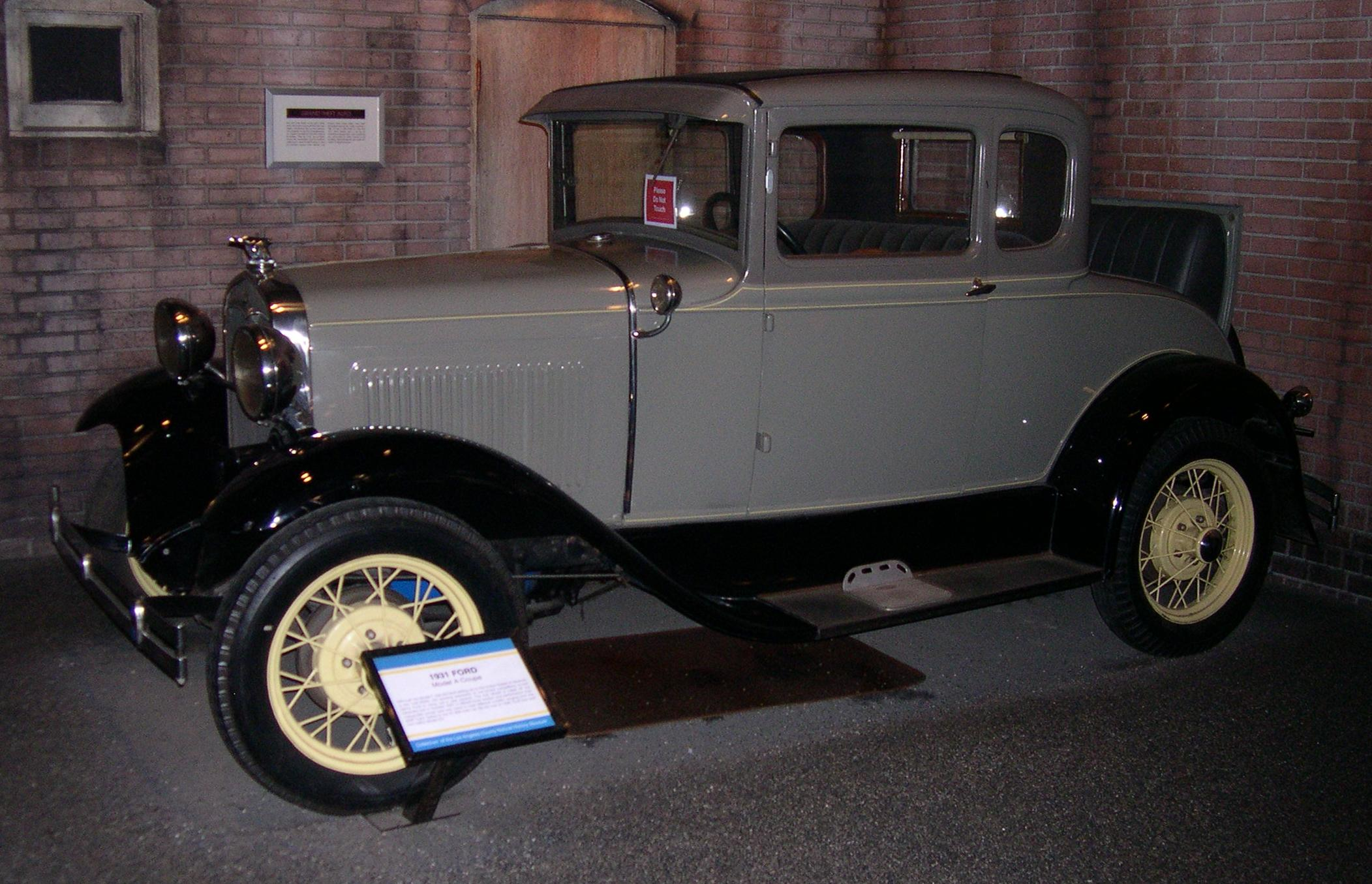
Ford Modell A Coupé (1931)
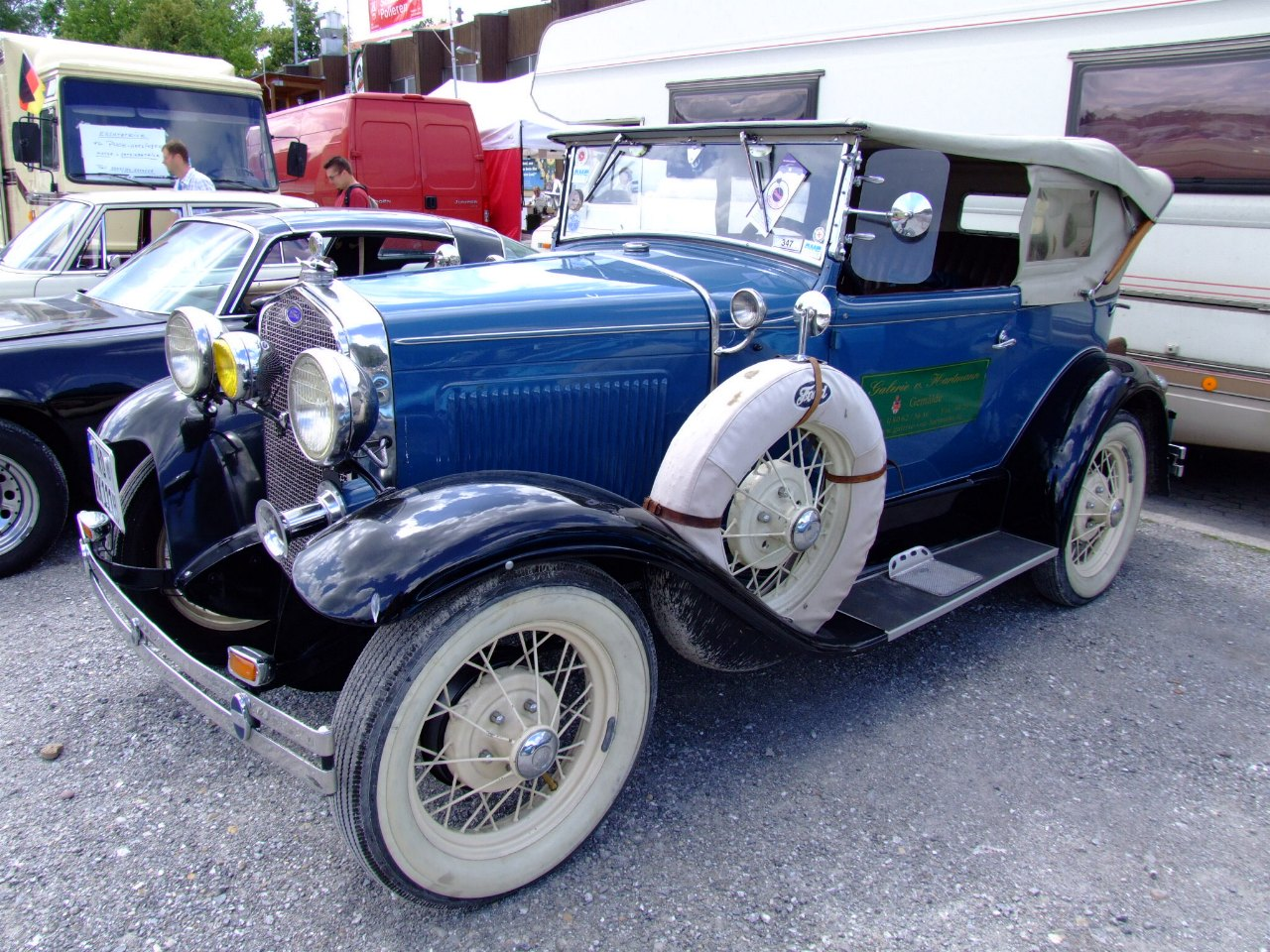
Ford Modell A, Type 180 A, De Luxe Phaeton (1930)
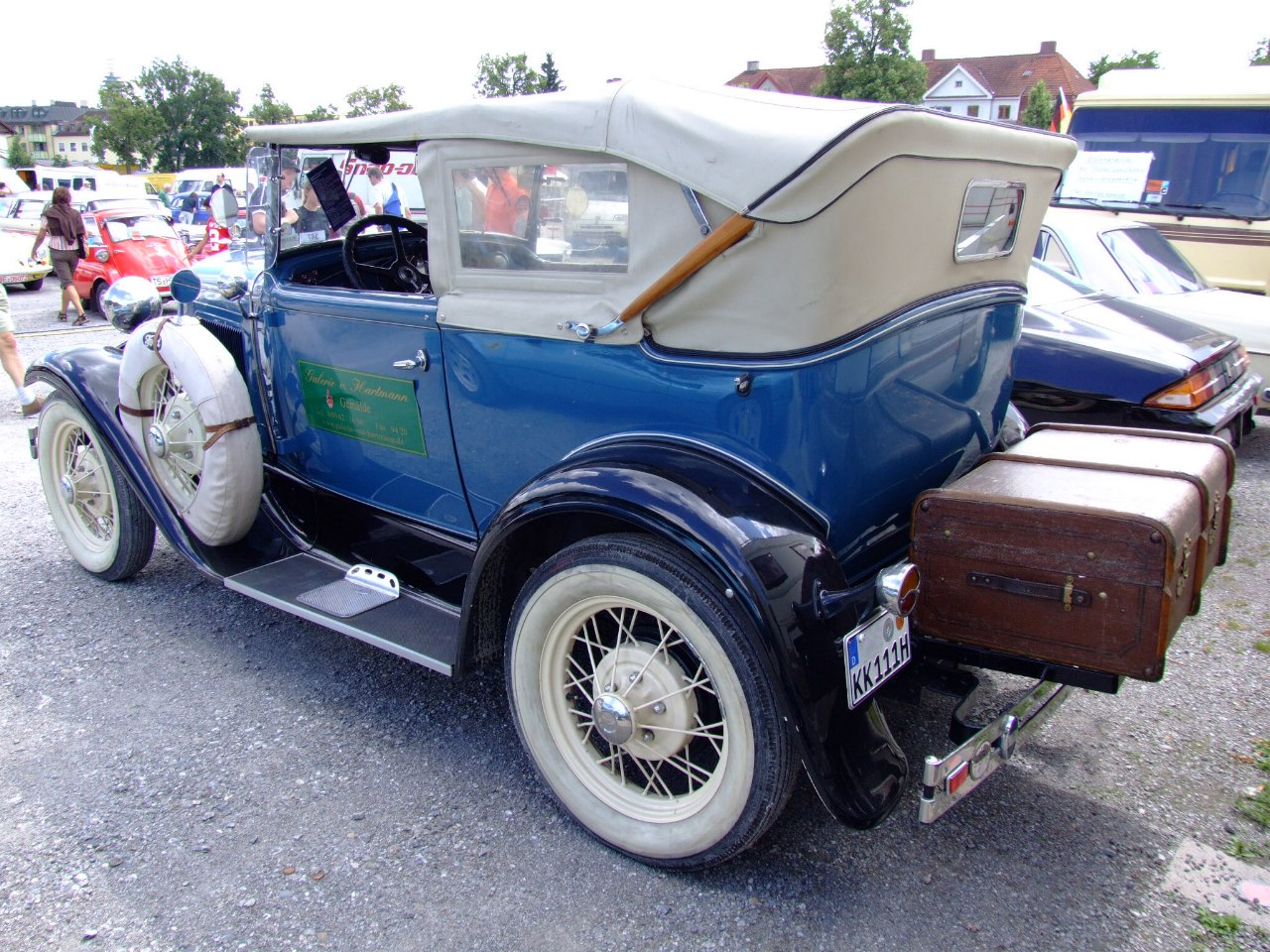
Ford Modell A, Type 180 A, De Luxe Phaeton (1930)
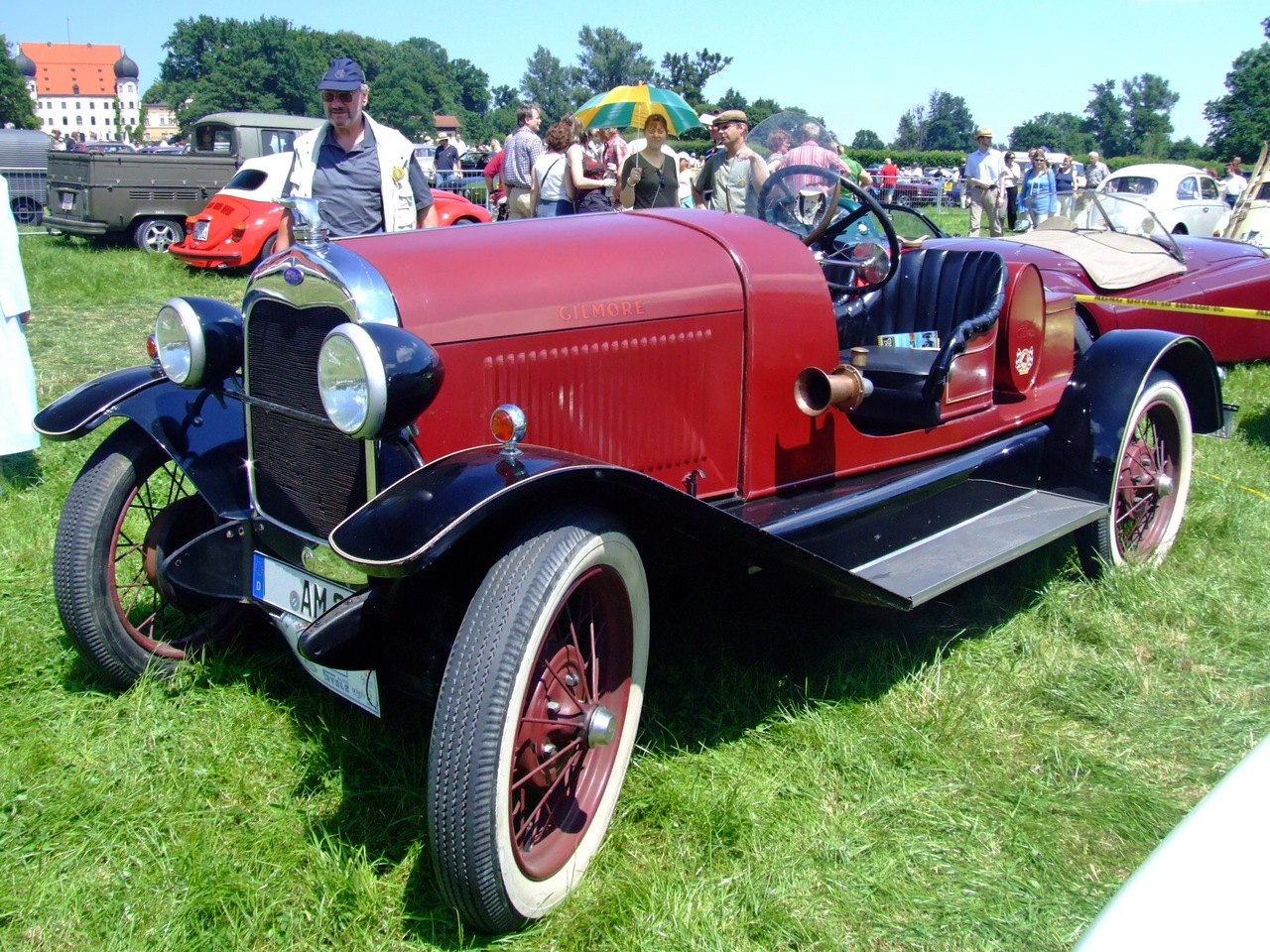
Ford Model A Speedster (1930); keine Werksausführung
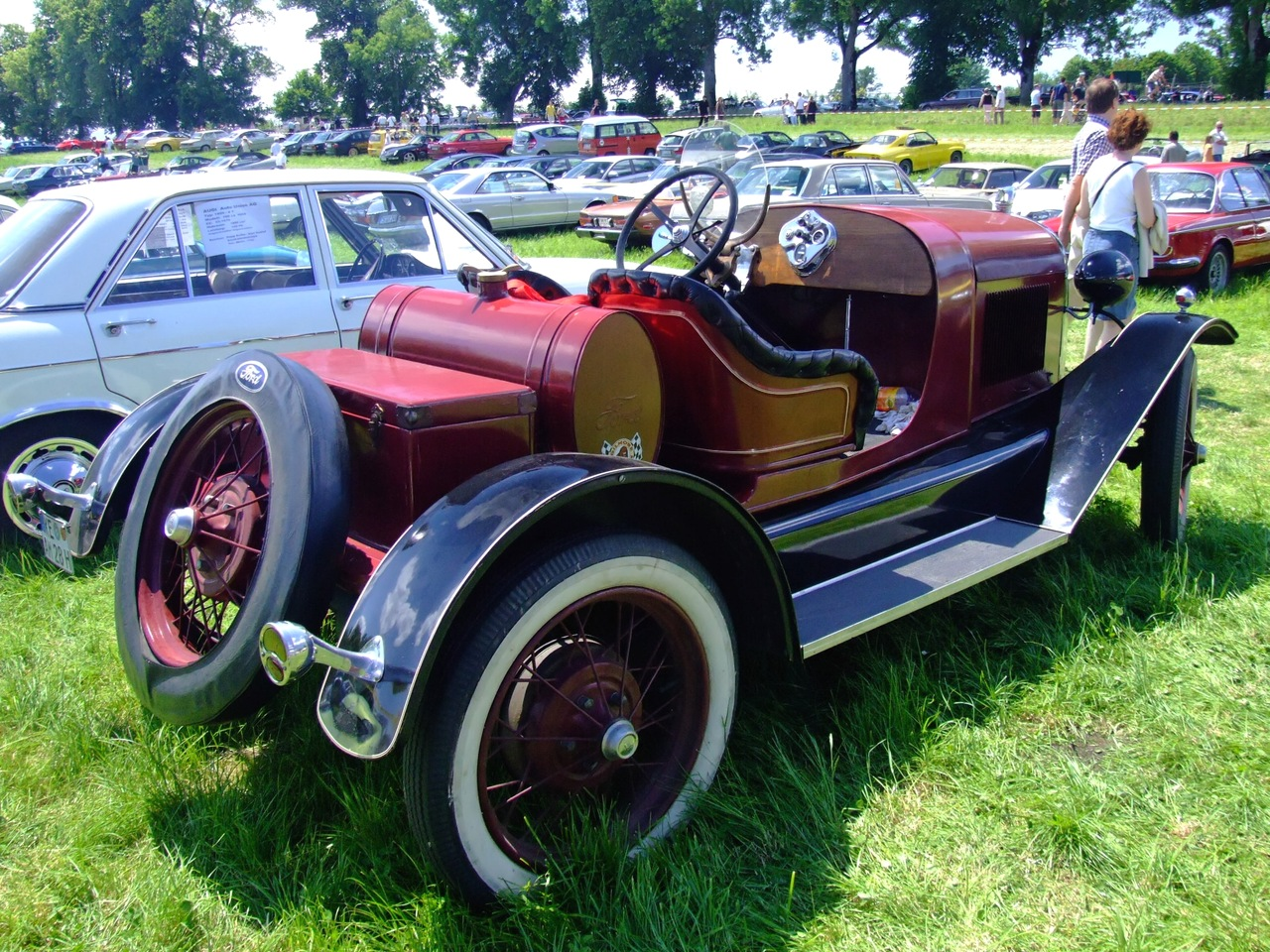
Ford Model A Speedster (1930); der Benzintank ist serienmäßig über der Feuerwand montiert
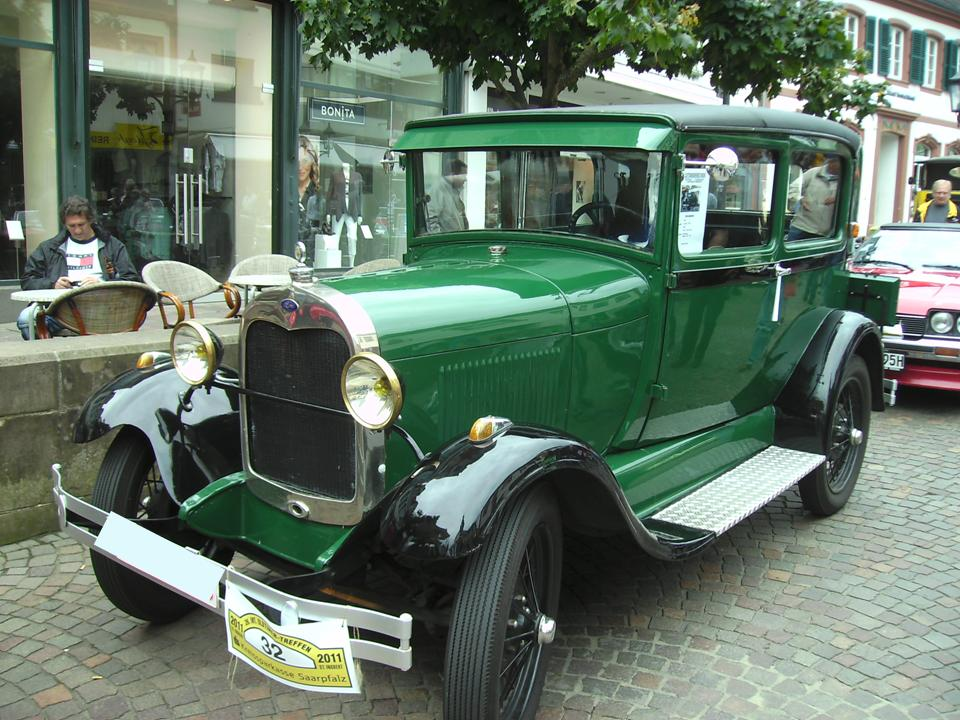
Ford A Tudor (1929)
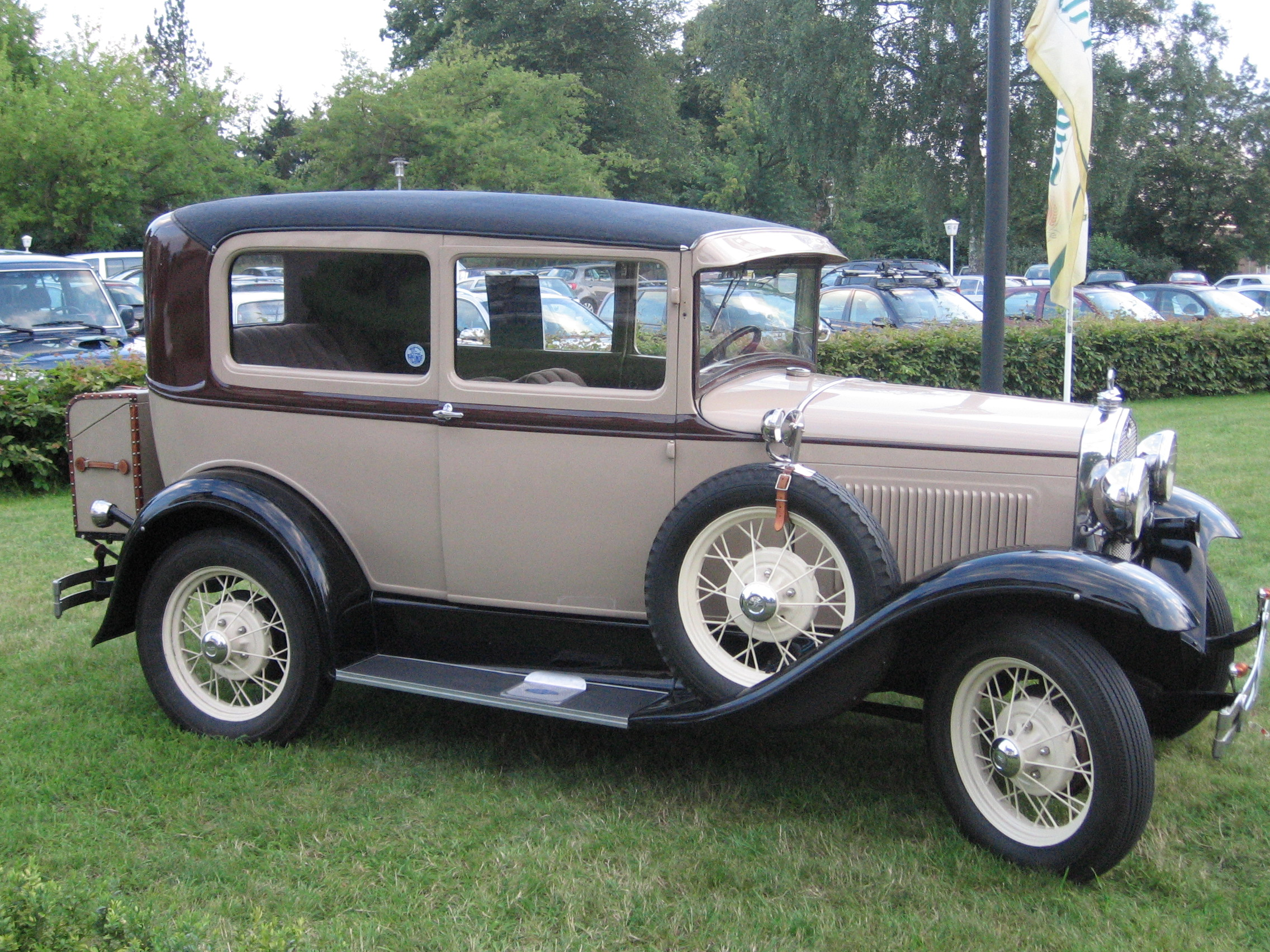
Ford A Tudor Sedan (1930)
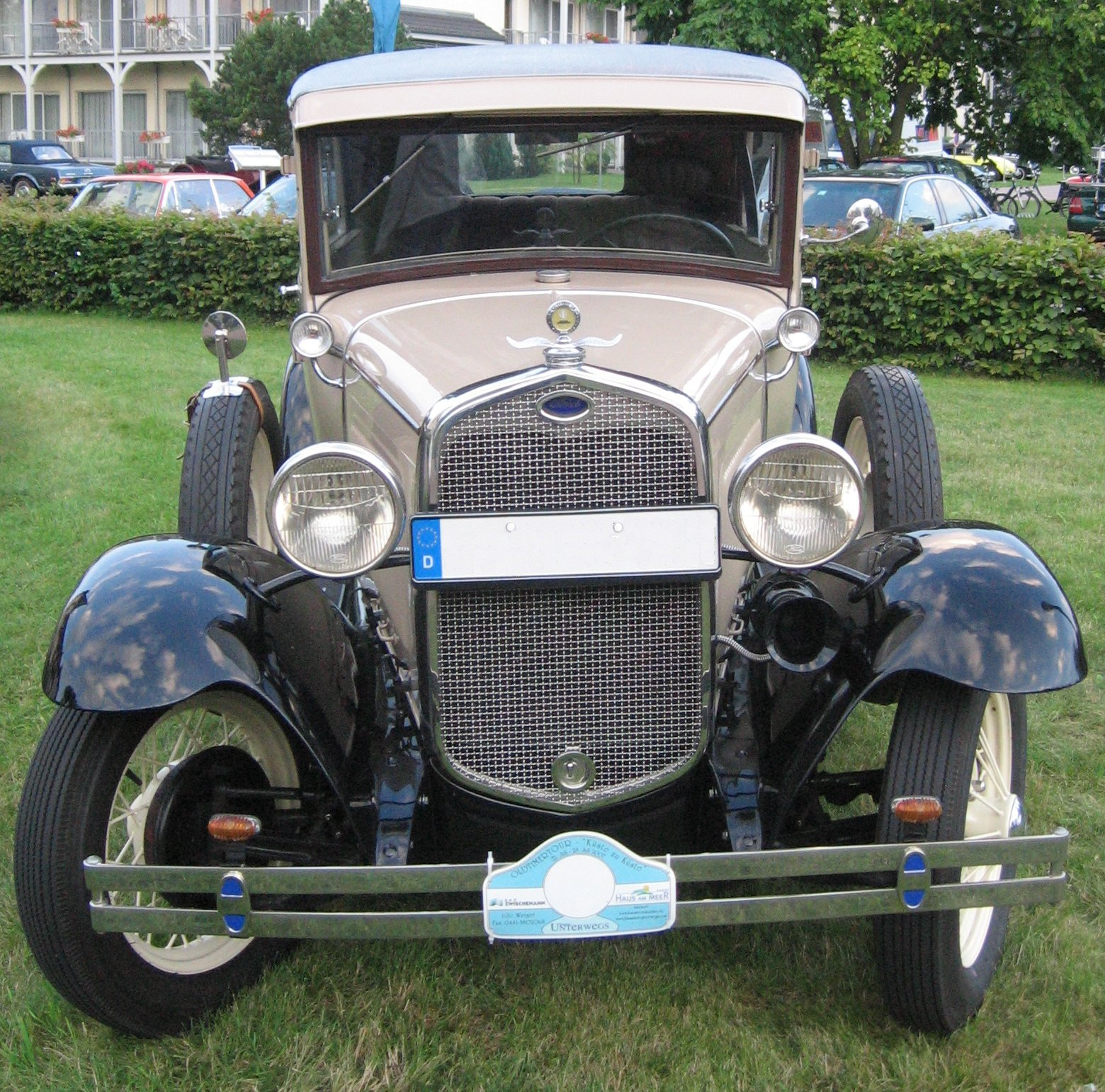
Ford A Tudor Sedan (1930)
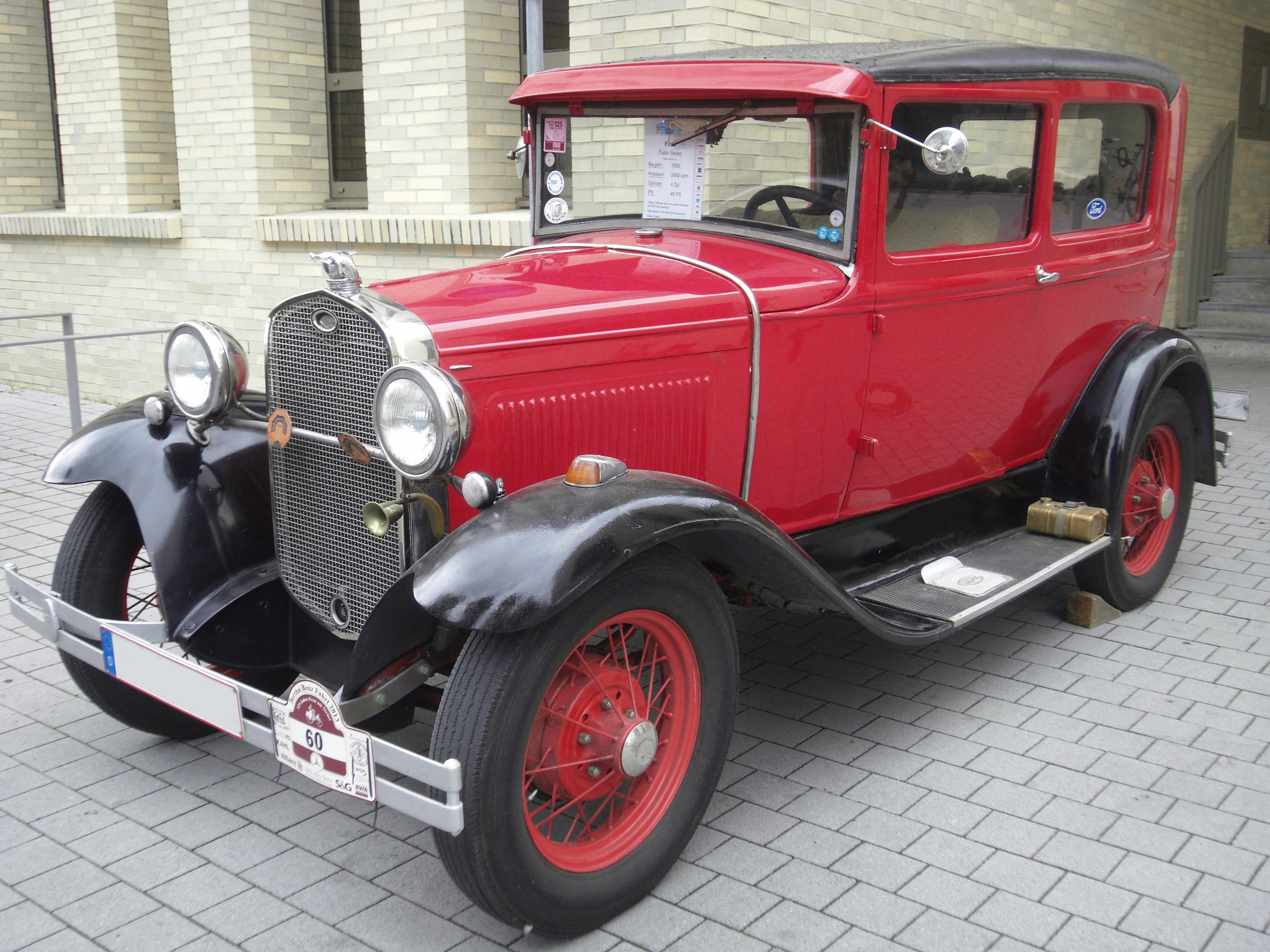
Ford Tudor Sedan (1930)
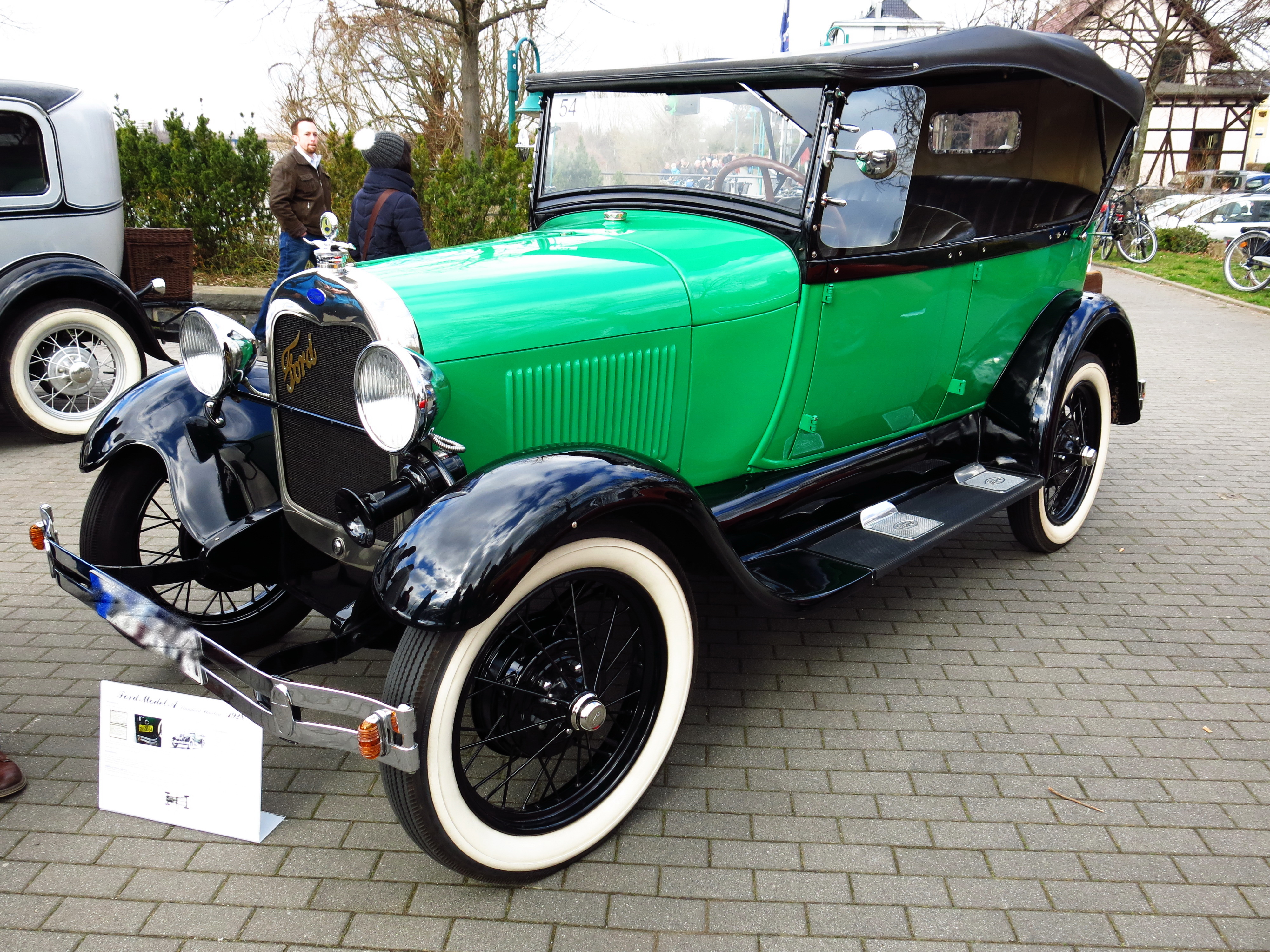
Ford Modell A „Standard Phaeton“ (14. November 1928)
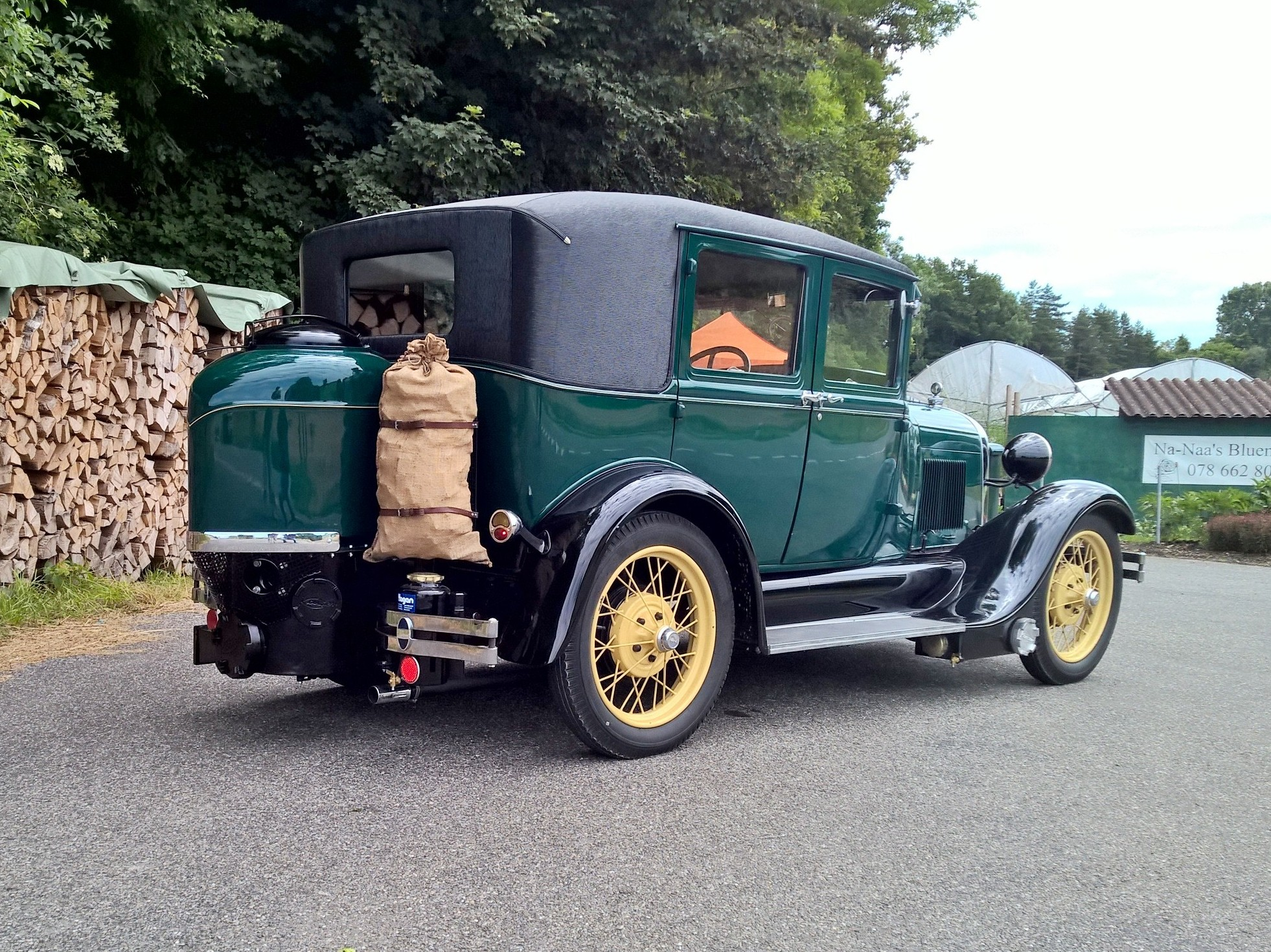
Ford Modell A Fordor 1928 mit Holzgasantrieb
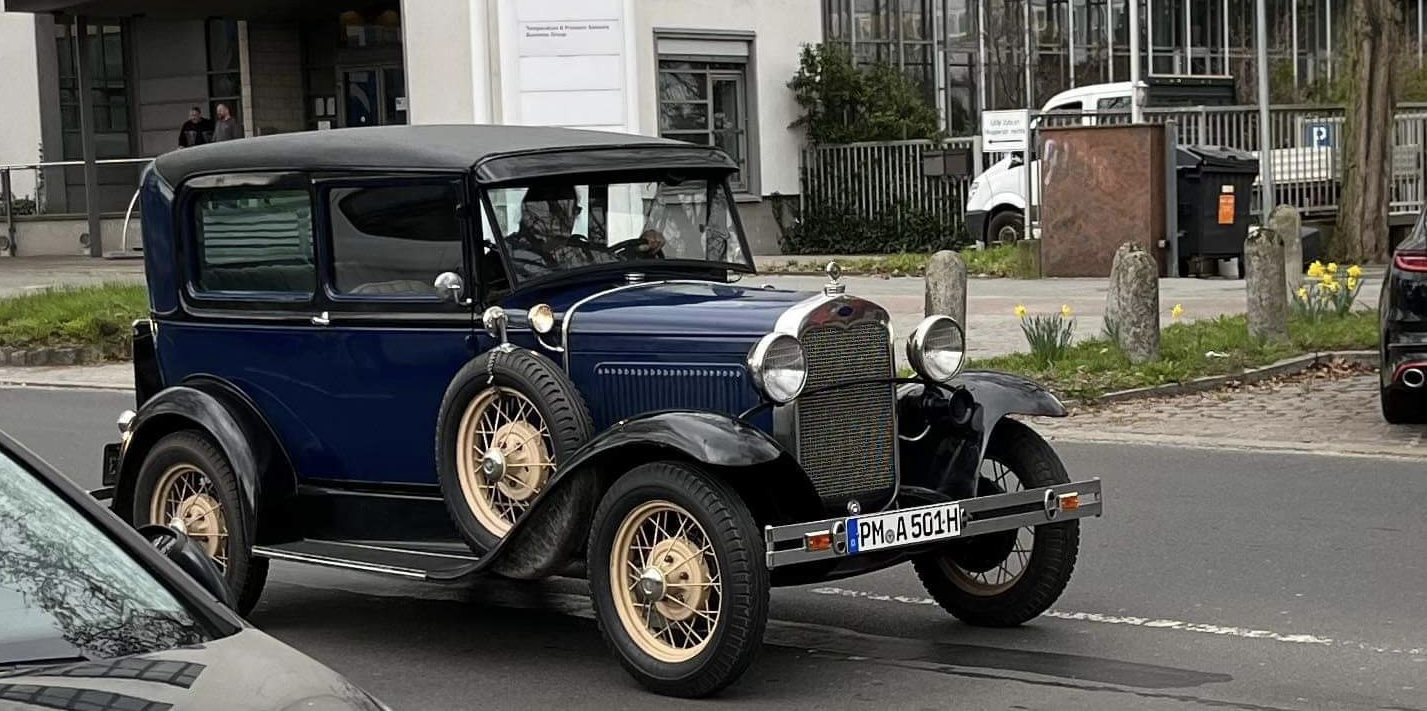
Ford Modell A (1928)

## Modell AA

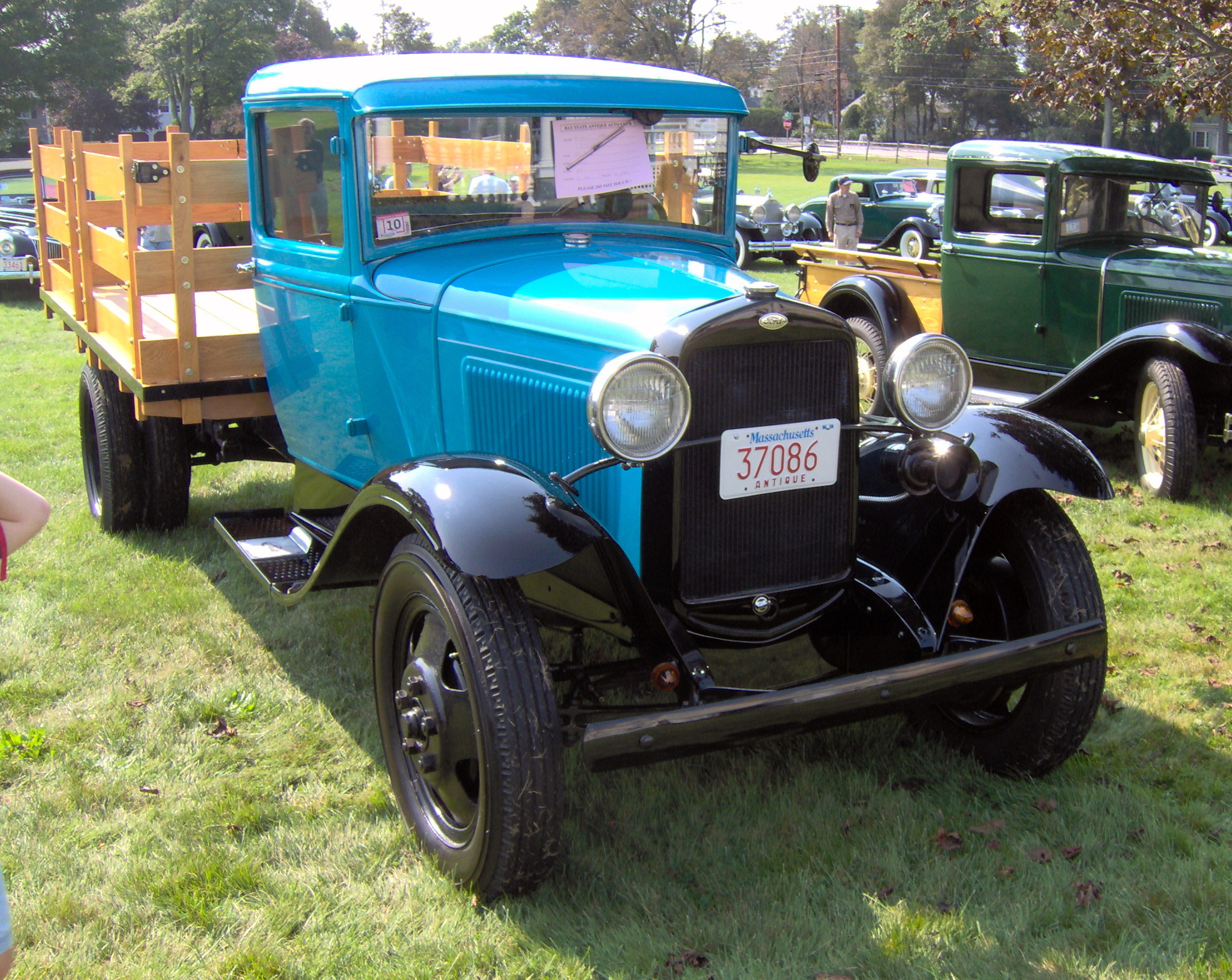
Ford Modell AA (1930)

Ähnlich wie beim Vorgänger gab es auch einen Lkw auf gleicher Basis. Er wurde Ford Modell AA genannt. Er hat längere Fahrgestelle, eine verstärkte Aufhängung mit Stahl- statt Speichenrädern und Doppelreifen für die schwereren Ausführungen. Von diesem Modell gab es in der Sowjetunion ebenfalls einen Lizenzbau, den GAZ-AA. Außerdem baute das Moskauer Automontagewerk wie beim Personenwagen von Ford gelieferte Bausätze zusammen.